# (26557) Aakritijain
(26557) Aakritijain ist ein Asteroid des Hauptgürtels, der am 28. Februar 2000 vom LINEAR-Team an der Lincoln Laboratory ETS bei Socorro in New Mexico entdeckt wurde.